# Láposhidegkút
Láposhidegkút (románul: Mocira) falu Romániában, Máramaros megyében.

## Fekvése
Máramaros megyében, Nagybányától délre, a Lápos mellett fekvő település.

## Története
Hidegkút (Láposhidegkút) régi magyar község, nevét már 1405-ben említették, ekkor Hydegkwth-nak írták.
A település a nagybányai uradalomhoz tartozott, s azzal együtt kapta a szerb fejedelem 1411-ben.
1592-ben a bányai uradalommal a szatmári vár tartozéka volt.
1602-ben birtokosa volt Szabó István fia Farkas.
1654-ben Way Péter, és báró Bánffyaké, majd a gróf Bethlen család szerzi meg.
A 19. század közepéig a gróf Bethlen családé volt, amely itt kastélyt is építtetett magának.
A 20. században Bartul Gábornak volt itt birtoka.
A faluban a 20. század közepéig nagy zöldség- és káposztatermelés is folyt.
Láposhidegkút a trianoni békeszerződés-ig Szatmár vármegyéhez tartozott.

## Nevezetességek
- Görögkatolikus templom – 1858-ban épült.